# ソリョン
ソリョン（ハングル：설현、1995年1月3日 - ）は、韓国の歌手、女優。女性グループ「AOA」のメンバー。身長167cm、体重47kg。本貫は金寧金氏。

## 慈善活動
- 浦項地震の被災者に、5000万ウォン（約500万円）を寄付した[5]。

- ソウルろう学校[注 1]に、5000万ウォン（約500万円）を寄付した[5]。

## 出演

### ミュージックビデオ
- FTISLAND「지독하게 (Severely)」（2012年）
- N.Flying 「기가막혀 (Awesome)」（2015年）

### ドラマ
- いとしのソヨン（2012年、KBS2） - ソ・ウンス役
- おバカちゃん注意報（2013年、SBS） - コン・ナリ役
- オレンジマーマレード（2015年、KBS2） - ペク・マリ役
- 私の国（2019年、JTBC） - ハン・ヒジェ役
- 昼と夜（2020年、tvN） - コン・ヘウォン役
- なにもしたくない 〜立ち止まって、恋をして〜[6]（2022年、ENA） - イ・ヨルム役[7]

### 映画
- 江南ブルース（原題：「江南1970」）（2015年） - キム・ソンヘ役
- 殺人者の記憶法（2017年） - ウニ役
- 安市城グレート・バトル（2018年）-主人公の妹役

### MC
- KBS演技大賞（シン・ドンヨプ、ソン・シギョン 合同）（2015年）
- KBS歌謡大祝祭（パク・ポゴム 合同）（2016年）
- SBS歌謡大祝祭（チョン・ヒョンム 合同）（2019年）